# Васильевск
Васильевск — упразднённое село в Карымском районе Забайкальского края России. На момент упразднения входило в состав Жимбиринского сельского округа. Упразднено в 2000 году.

## География
Располагалось в юго-западной части района, на левом берегу реки Тура, на расстоянии примерно 5 км по прямой к северо-востоку от села Жимбира.

### Климат
Климат характеризуется как резко континентальный, с суровой малоснежной зимой и коротким относительно тёплым летом. Средняя температура самого холодного месяца (января) составляет −27,2°С, температура самого тёплого (июля) — 20,5°С. Среднегодовое количество атмосферных осадков составляет 328 мм.

## История
Законом Читинской области от 14 апреля 2000 года № 212-ЗЧО населённый пункт исключен из учётных данных.